# Ancistrochilus thomsonianus
Ancistrochilus thomsonianus är en orkidéart som först beskrevs av Heinrich Gustav Reichenbach, och fick sitt nu gällande namn av Robert Allen Rolfe. Ancistrochilus thomsonianus ingår i släktet Ancistrochilus och familjen orkidéer. Inga underarter finns listade i Catalogue of Life.

## Bildgalleri

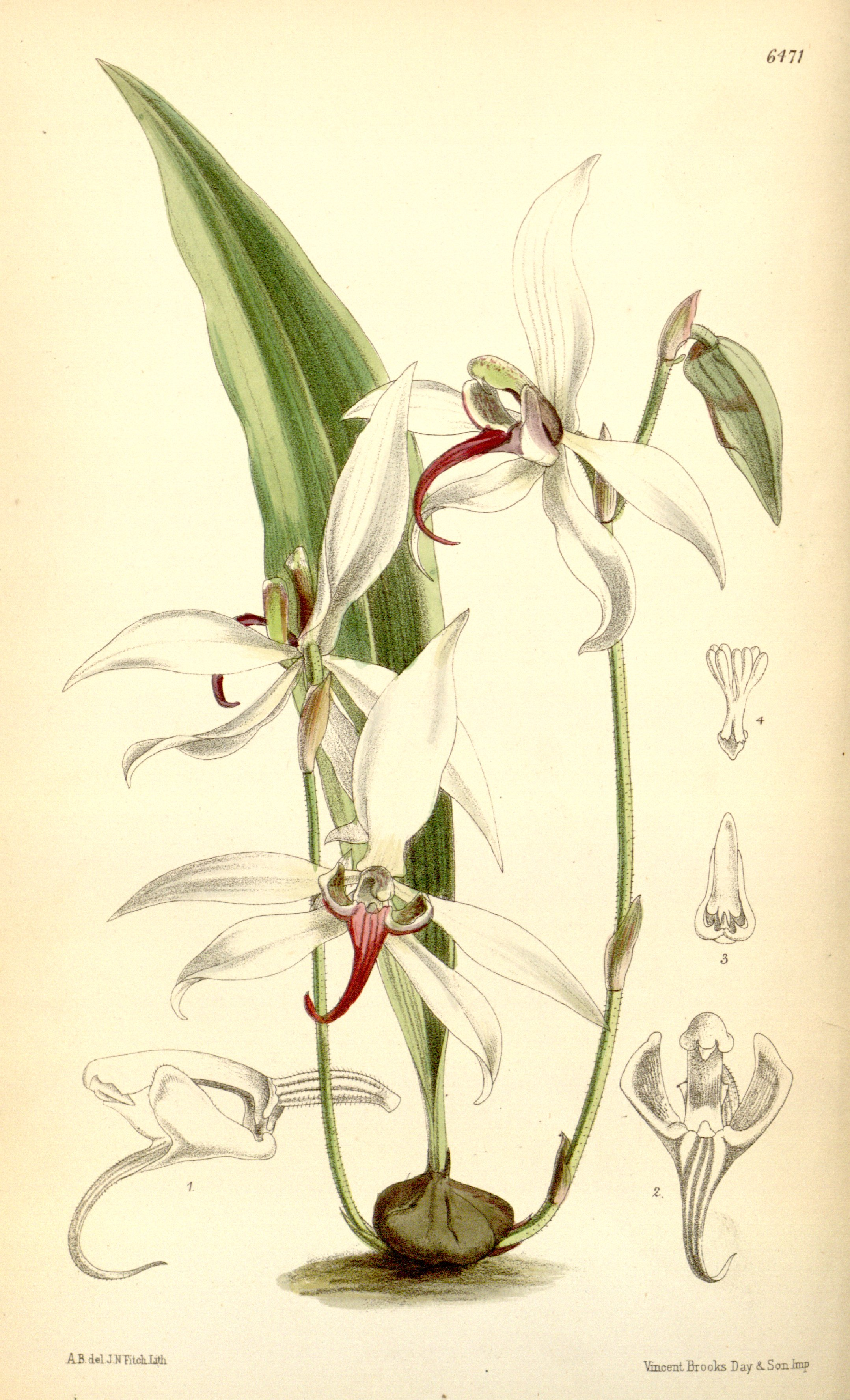